# Aurelian Popescu
Aurelian Popescu (n. 24 martie 1931, Jupânești, Gorj – d. 13 ianuarie 1993, București) a fost un senator român în legislatura 1992-1996, ales în județul Dolj pe listele partidului PNTCD. După deces, a fost înlocuit de către senatorul Andrei Potcoavă.

## Biografie
Aurelian Popescu a fost un folclorist, fiul Nataliei (născută Motorogeanu) și al lui Ion Popescu, brigadier silvic. Învață la Liceul „Tudor Vladimirescu" din Târgu Jiu (1942-1945) și urmează Școala Pedagogică, absolvită în 1950. Devine învățător și profesor suplinitor de limba și literatura română în Lunca Cernii, județul Hunedoara. Între 1953 și 1957 este student la Facultatea de Filologie a Universității „Al. I. Cuza" din Iași, după absolvire funcționând ca profesor la liceul din Hațeg. În martie 1958 este arestat de Securitate, judecat și condamnat la 10 ani de închisoare de Tribunalul Militar Iași, pentru că participase în 1957, la Iași și la Putna, la sărbătorirea a 500 de ani de la înscăunarea lui Ștefan cel Mare. Deținut politic până în 1964, va fi apoi 2 ani șomer. În 1966 este încadrat documentarist și ulterior cercetător științific la Centrul de Istorie, Filologie și Etnografie din Craiova al Academiei Române. Își ia doctoratul cu teza Haiducul și Haiducia în Folclor. Între 1975 și 1979 va lucra în calitate de lector la Institutul de Perfecționare a Cadrelor Didactice din Craiova, de unde se transferă ca lector la Facultatea de Filologie a Universității craiovene, devenind în 1990 profesor și decan. În ultimii ani de viață este senator PNȚCD în Parlamentul României. Colaborează la „Ramuri", „Arhivele Olteniei", „Analele Universității din Craiova", „Gazeta Gorjului", „Coloana" (Târgu Jiu), „Philologica" etc.
După 1989, a intrat în viața politică și a devenit senator. În cadrul activității sale parlamentare, Aurelian Popescu a fost membru în comisia pentru învățământ, știință, tineret și sport.